# 平澤彌一郎
平澤 彌一郎（ひらさわ やいちろう、1923年（大正12年）8月5日 - 2002年（平成14年）6月28日）は、日本の運動生理学者（医学博士）。専門は、神経生理学。

## 来歴
長野県諏訪郡下諏訪町生まれ、同県飯田市出身。長野師範学校、旧制東京体育専門学校を経て、東京大学で解剖学、名古屋大学で生理学を学び、1961年に三重県立大学で医学博士の学位を取得。学位論文名は　「接地足蹠面積と直立姿勢の安定についての研究 」。 
1949年青山学院大学講師、1956年静岡大学教授、1977年東京工業大学教授/名誉教授、1984年放送大学教授を歴任。
50年間の長きに渡り足の裏について研究を行い、人間のすべての動作基本である直立能力を足の裏から解析する装置・ピドスコープ（「ピド」はラテン語で「足」の意）を開発、スタシオロジー（身体静止学）理論を確立し「足の裏博士」（あしのうらはかせ）として知られる人物である。
50年間で40万人以上の足の裏を観察し、1964年東京オリンピックのマラソンの金メダリストであるアベベ・ビキラの足の裏を見たほか、百歳の双子姉妹きんさんぎんさんの足の裏を調べ長寿の秘訣を探ったこともあった。
大学を定年退職した後は聖書の研究に従事した。
長年連れ添った妻に先立たれるまでは、浜松市の印刷社（現在は株式会社）を通して、毎月定期的に無教会誌『小使徒』と言うB5判サイズ8～12ページの小雑誌の執筆発行を続けていた。購読者には、畫馬輝夫（浜松ホトニクス現社長）がいた。

## 職歴
- 東京工業大学名誉教授（医学博士（運動神経生理学））
- 静岡大学教育学部教授
- 元放送大学第一学習センター所長、保健体育講師

## 著書
- 『足のうらをはかる』1978年、ポプラ社　ISBN 4591018873
- 『足の裏は語る』1991年、筑摩書房　ISBN 4480031545
- 『75歳ドイツで聖書を学ぶ』1999年、筑摩書房　ISBN 4480818138
- 『絵で読むダンテ「神曲」地獄篇』（編訳）2002年、論創社　ISBN 4846002977

## テレビ出演
- ライオンのいただきますⅡ（フジテレビ）

## 関連事項
- 足の裏
- 土踏まず
- マラソン
- ピドスコープ